# Obscenity
Obscenity est un groupe allemand de death metal, originaire d'Oldenbourg. 

## Histoire
Le groupe est formé en 1989. Obscenity sort ses deux premiers albums sur des petits labels discographiques comme West Virginia Records (Suffocated Truth, 1992), qui n'ont pas réussi à faire progresser le groupe. En signant un contrat d'enregistrement avec le label allemand Morbid Records, le groupe se fait connaître d'un public plus large. 
Après dix ans de collaboration avec Morbid Records, le contrat est rompu en 2006. Le groupe signe un contrat avec Armageddon. Certains membres d'Obscenity forment un projet parallèle appelé The Now Noise. Le bassiste de longue date Alexander Pahl quitte le groupe fin 2006 afin de pouvoir se consacrer pleinement à son deuxième groupe Dew-Scented. Le batteur Marc-Andree Dieken rejoint également Dew-Scented. Un successeur n'est pas encore trouvé. En mai 2009, le chanteur Oliver Jauch quitte le groupe et fonde son projet solo Shellshock. Hendrik Bruns, membre originel du groupe, écrit depuis début 2010 du nouveau matériel afin de produire prochainement un album avec de nouveaux membres du groupe sous un nouveau label Apostasy Records pour 2012.
Après avoir signé chez Kolony Records, en février 2016, ils annoncent la sortie de leur neuvième album courant printemps de la même année. Retaliation sort finalement en mai 2016, et attire la presse spécialisée,,,,. En 2018, ils sortent leur dixième album, Summoning the Circle,,,.

## Discographie

### Albums studio
- 1992 : Suffocated Truth
- 1994 : Perversion Mankind
- 1996 : The 3rd Chapter
- 1998 : Human Barbecue
- 1999 : Demo-niac
- 2000 : Intense
- 2002 : Cold Blooded Murder
- 2006 : Where Sinners Bleed
- 2012 : Atrophied in Anguish
- 2016 : Retaliation
- 2018 : Summoning the Circle

### Démos
- 1992 : Age of Brutality
- 1993 : Amputated Souls

### Clips
- 1997 : Whipped, Raped … Obscene